# Malalbergo
Malalbergo es un municipio italiano situado en la ciudad metropolitana de Bolonia, en Emilia-Romaña. Tiene una población estimada, a fines de abril de 2023, de 9152 habitantes.
Forma parte de la mancomunidad de municipios Unión Terre de Pianura, junto con los municipios de Granarolo dell'Emilia, Minerbio y Baricella.

## Honores
Lugar de importancia estratégica durante la Segunda Guerra Mundial, era un blanco de los bombardeos repetidos y violentos que causaron muchas víctimas civiles y la destrucción casi total de la localidad. La población también ofreció un admirable espíritu de lucha y de solidaridad, ayudando a  los heridos y participando en la recuperación de cadáveres. Los sobrevivientes fueron capaces de abordar, con el retorno de la paz, la difícil tarea de la reconstrucción nacional material y moral.[cita requerida]

## Evolución demográfica
| Gráfica de evolución demográfica de Malalbergo entre 1861 y 2023 |
|                                                                  |
| Fuente: ISTAT - Gráfica elaborada por Wikipedia                  |

## Localidades hermanadas
El municipio está hermanado con :
- Saint-Denis-de-Pile ( Francia), desde el año 2023